# Orohippus
Orohippus (від грецького ὄρος óros, «гора» і ἵππος híppos, «кінь») — вимерлий рід ссавців з родини коневих, який жив у еоцені (близько 50 мільйонів років тому).
Вважається, що він розвинувся від коневих таких як Eohippus, оскільки найдавніші докази існування Orohippus з'являються приблизно через 2 мільйони років після першої появи Eohippus. Анатомічні відмінності між ними незначні: вони були однакового розміру, але у Orohippus було стрункіше тіло, більш подовжена голова, тонші передні кінцівки та довші задні ноги, що є ознаками хорошого стрибуна. Зовнішні пальці на ногах Eohippus більше відсутні в Orohippus, тому на кожній передній кінцівці було чотири пальці, а на кожній задній нозі по три пальці. Вид Orohippus також був віднесений до Protorohippus.